# Звездане стазе VI: Неоткривена земља
Звездане стазе VI: Неоткривена земља (енгл. Star Trek VI: The Undiscovered Country) амерички је научнофантастични филм из 1991. године, режисера Николаса Мејера, заснован на телевизијској серији Звездане стазе. Ово је шести филм филмског серијала Звездане стазе. Радња се одвија око капетана Џејмса Т. Кирка и посаде свемирског брода Ентерпрајз који се суочава са великим политичким променама, након што је уништење месеца Праксиса присилило Клингонско царство да покрене мировне преговоре са својим дугогодишњим непријатељима, Уједињеном Федерацијом Планета. Међутим, током мировних преговора, долази до атентата на клингонског канцелара, а Кирк је оптужен као саучесник, што озбиљно нарушава склапање историјског споразума.
После критичног и комерцијалног неуспеха филма Звездане стазе V: Крајња граница, следећи филм у франшизи је замишљен као преднаставак, са млађим глумцима који би глумили посаду Ентерпрајза током њихове обуке. Међутим, негативна реакција оригиналне глумачке поставе и обожавалаца довела је до одбацивања те идеје. Суочени са потребом да сниме нови филм на време за 25. годишњицу Звезданих стаза, редитељ Николас Мејер и Дени Мартин Флин написали су сценарио на основу предлога Ленарда Нимоја — шта би се десило ако би „зид пао у свемиру”, алудирајући на актуелне догађаје током Хладног рата.
Филм је сниман од априла до септембра 1991. године. Због недостатка слободних сетова у студију Paramount, многе сцене су снимљене на локацијама широм Холивуда. Мејер и директор фотографије Хиро Нарита тежили су мрачнијој и драматичнијој атмосфери, при чему су измењени сетови који су иначе коришћени за ТВ серију Звездане стазе: Следећа генерација. Продуцент Стивен Чарлс Џафе предводио је помоћну екипу која је снимила сцене на глечеру на Аљасци, који је послужио као замена за клингонски гулаг. Композитор Клиф Ејделман написао је музику за филм, намерно мрачнију од претходних филмова из серијала.
Филм је биоскопски објављен у Северној Америци 6. децембра 1991. године. Наишао је на позитивне рецензије критичара, који су нарочито похвалили глуму, амбијент и бројне референце. Остварио је највећу зараду током премијерног викенда од свих филмова у серијалу, а касније је зарадио укупно 96,8 милиона долара широм света. Филм је био номинован за два Оскара — за најбољу шминку и најбоље звучне ефекте — и једини је филм у серијалу који је освојио награду Сатурн за најбољи научнофантастични филм. Франшиза је настављена филмом Звездане стазе: Генерације, који је премијерно приказан 1994. године.

## Радња
Године 2293, федерацијски свемирски брод Екселзиор, под командом капетана Хикаруа Сулуа, открива да је клингонски месец Праксис уништен у рударској несрећи. Губитак Праксиса и еколошка катастрофа на клингонској матичној планети бацају Клингонско царство у хаос. Пошто више не могу да приуште рат са Федерацијом, Клингонци траже мировне преговоре. Звездана флота шаље федерацијски брод Ентерпрајз да се састане са клингонским канцеларом Горконом и да га отпрати на преговоре на Земљи. Капетан Ентерпрајза, Џејмс Т. Кирк, чијег су сина Дејвида убили Клингонци, противи се миру и негодује због додељене мисије.
Ентерпрајз и Горконов брод се састају и заједно настављају пут ка Земљи, а две посаде присуствују напетој вечери. Те ноћи, Ентерпрајз наизглед испаљује торпеда на клингонски брод, деактивирајући његову вештачку гравитацију. У хаосу који је настао, двојица људи у свемирским оделима Звездане флоте и магнетним чизмама транспортују се на клингонски брод, убијају два члана посаде и смртно рањавају Горкона пре него што побегну. Кирк се предаје како би избегао оружани сукоб и са доктором Ленардом Мекојем прелази на клингонски брод у покушају да спасе Горкона. Канцелар умире, а његов начелник штаба, генерал Чанг, хапси Кирка и Мекоја под оптужбом за убиство. Клингонски суд их проглашава кривима и осуђује на доживотну робију на леденом планетоиду Рура Пенте. Горконова ћерка Азетбур постаје нова канцеларка и наставља дипломатске преговоре; конференција се из безбедносних разлога премешта на нову, тајну локацију. Док неки високи официри Звездане флоте желе да спасу Кирка и Мекоја, председник Федерације одбија да ризикује рат, а Азетбур такође одбија да нападне Федерацију.
Кирк и Мекој стижу у руднике Рура Пенте, где се спријатељују са Маршом, мењачицом облика која им нуди да побегну. Међутим, то се испоставља као превара — план је да њихова смрт изгледа као несрећа. Када је њена издаја разоткривена, Марша узима Кирково обличје и бори се с њим, али је стражари убијају да би елиминисали сведоке. Спок, који је преузео команду и покренуо истрагу у Кирковом одсуству, телепортује Кирка и Мекоја на Ентерпрајз. Пошто је утврђено да Ентерпрајз није испалио торпеда, посада креће у потрагу за атентаторима, али их налази мртве. Кирк и Спок постављају замку у болничком одсеку да би открили саучесника и откривају да је убица Спокова штићеница Валерис. Да би сазнао идентитет осталих завереника, Спок приморава Валерис на ментално спајање и сазнаје да су званичници Федерације, Клингонаца и Ромуланаца учествовали у завери како би саботирали мировне преговоре. Торпеда која су погодила Горконов брод дошла су са Чанговог брода, који је имао јединствену способност да пуца док је прикривен.
Ентерпрајз и Екселзиор се утркују до Китомера, места мировне конференције. Чангов невидљиви брод их напада и наноси тешку штету Ентерпрајзу. На предлог Спока и Ухуре, Спок и Мекој модификују торпедо да прати издувне гасове Чанговог брода. Торпедо открива Чангову локацију, и Ентерпрајз и Екселзиор уништавају његов брод салвом торпеда. Посаде оба брода се транспортују на конференцију и спречавају атентат на председника Федерације.
Команда Звездане флоте наређује Ентерпрајзу да се врати на Земљу ради пензионисања. Кирк одлучује да поведе свој брод у још једну последњу мисију и у дневнику бележи да ће нова генерација истраживача наставити њихово наслеђе.

## Улоге
| Глумац           | Улога                 |
| ---------------- | --------------------- |
| Вилијам Шатнер   | Џејмс Т. Кирк         |
| Ленард Нимој     | Спок                  |
| Дифорест Кели    | Ленард Мекој          |
| Џејмс Духан      | Монтгомери Скот       |
| Волтер Кениг     | Павел Чехов           |
| Нишел Николс     | Ухура                 |
| Џорџ Такеи       | Хикару Сулу           |
| Ким Катрал       | Валерис               |
| Кристофер Пламер | Чанг                  |
| Дејвид Ворнер    | Горкон                |
| Росана Десото    | Азетбур               |
| Иман             | Марша                 |
| Брок Питерс      | адмирал Картрајт      |
| Куртвуд Смит     | председник Федерације |
| Рене Обержонуа   | пуковник Вест         |
| Мајкл Дорн       | пуковник Ворф         |